# لمويل جنكينز
لمويل جنكينز (بالإنجليزية: Lemuel Jenkins)‏ هو محامي وسياسي أمريكي، ولد في 20 أكتوبر 1789، وتوفي في 18 أغسطس 1862 بألباني في الولايات المتحدة. انتخب عضو مجلس النواب الأمريكي.